# Росси, Раффаэле Карло
Раффаэле Карло Росси (итал. Raffaele Carlo Rossi; 28 октября 1876, Пиза, королевство Италия — 17 сентября 1948, Креспано-дель-Граппа, Италия) — итальянский куриальный кардинал и ватиканский сановник. Епископ Вольтерры с 22 апреля 1920 по 7 июня 1923. Асессор Священной Консисторской Конгрегации и секретарь Священной Коллегии Кардиналов с 7 июня 1923 по 30 июня 1930. Титулярный архиепископ Фессалоники с 20 декабря 1923 по 30 июня 1930. Секретарь Священной Консисторской Конгрегации с 4 июля 1930 по 17 сентября 1948. Камерленго Священной Коллегии Кардиналов с 11 декабря 1939 по 12 мая 1941. Кардинал-священник с 30 июня 1930, с титулом церкви Санта-Прасседе с 3 июля 1930.